# Siringobulbia
La siringobulbia è una sindrome bulbare cronica che colpisce il canale ependimale nella sua porzione compresa nel bulbo; le cause possono essere di natura infettiva, lesioni ossee, compressione tumorale e rammollimento bulbare da lesioni vascolari.
Il canale ependimale, residuo embriologico della primitiva doccia midollare e del successivo canale midollare, è contenuto nel centro del midollo spinale che si continua nella massa del cervello dove, ampliandosi in modo imponente, costituisce la cavità dei ventricoli cerebrali. Il bulbo è la porzione del sistema nervoso centrale situata tra il midollo spinale (di cui costituisce la parte alta) ed il ponte.
Nella siringobulbia il canale ependimale appare dilatato e deformato e costituisce una fenditura, circondata da tessuto gliale (un tessuto di sostegno presente nel sistema nervoso, ma privo di funzione conduttrice) spesso degenerato e di aspetto tumorale, capace di interessare i nervi cranici inferiori o di comprimere o interrompere le vie sensitive ascendenti o le vie motorie discendenti.

## Sintomi
La siringobulbia può causare vertigini, nistagmo, ipoestesia facciale mono o bilaterale, atrofia e deficit di forza linguale, disartria, disfagia, dispnea, raucedine e, talvolta, disfunzioni motorie o sensitive più distali dovute alla compressione del midollo.